# Этлингер, Доминик
Доминик Этлингер (р.19 февраля 1992) — хорватский борец греко-римского стиля, призёр Европейских игр и чемпионата Европы 2019 года.

## Биография
Родился в 1992 году. В 2012 году стал чемпионом Европы среди юниоров. В 2013 году стал бронзовым медалистом Средиземноморских игр. В 2015 году завоевал бронзовую медаль Европейских игр.
В апреле 2019 года на чемпионате Европы в Бухаресте хорватский спортсмен завоевал бронзовую медаль чемпионата в весовой категории до 72 кг. 